# Анаї
Анаї Ґіованна Пуенте Портілья — (ісп. Anahí Giovanna Puente Portilla), відома як Анаї (нар. 14 травня 1983) — мексиканська акторка та співачка. Набула міжнародної популярності після ролі Мії Колуччі в мексиканській теленовелі «Бунтарі» (2004—2006). Була учасницею гурту RBD, який продав понад 57 мільйонів альбомів у всьому світі. Як сольна виконавиця реалізувала понад 3 мільйони копій своїх творів.

## Сингли
- Descontrolándote (1996)
- Corazón de bombón (1996)
- Por volverte a ver (1996)
- No me comparen (1996)
- Anclado en mi corazón (1997)
- Escándalo (1997)
- Salsa reggae (1997)
- Primer amor (2000)
- Superenamorándome (2001)
- Juntos feat Kuno Becker (2001)
- Desesperadamente sola (2001)
- Tu amor cayó del cielo (2001)
- Mi delirio (2009)
- Quiero (2010)
- Me hipnotizas (2010)
- Alérgico (2010)
- Para Qué (2011)
- Dividida (2011)
- Click (2011)
- Rumba feat Wisin (2015)

## Дискографія

### Альбоми
- Anahí (1992)
- Hoy es mañana (1996)
- Anclado en mi corazón (1997)
- Baby Blue (2000)
- Mi Delirio (2009)
- Inesperado (2016)

## Вибрана фільмографія
- 1995 — Алондра / Alondra — Маргарита Лебланк
- 1996 — Жінка, випадки з реального життя / Mujer, casos de la vida real — Фабіола
- 2004—2006 — Бунтарі / Rebelde — Мія Колуччі